# Bianca Steiner
Bianca Steiner (ur. 8 lipca 1990 w Wiener Neustadt) – austriacka zawodniczka sportów motorowych.

## Biografia
Jest córką Rudolfa. W wieku dziewięciu lat po raz pierwszy prowadziła gokarta, a mając lat jedenaście pierwszy raz jeździła formułą. W 2004 roku zadebiutowała w Węgierskiej Formule 2000, zdobywając czwarte miejsce w klasyfikacji. W sezonie 2005 zadebiutowała we Włoskiej Formule Junior 1600, a rok później rywalizowała w Euroserii. Następnie ścigała się w Europejskim Pucharze Formuły Renault 2.0, Północnoeuropejskim Pucharze Formuły Renault 2.0 oraz we Włoskiej i Węgierskiej Formule Renault. Po 2009 roku z przyczyn finansowych zakończyła karierę. W 2018 roku powróciła do rywalizacji w sportach motorowych, zakupując Dallarę GP2/05 i ścigając się nią w serii BOSS GP. Zajęła wówczas jedenaste miejsce w klasyfikacji końcowej.

## Wyniki
| Legenda oznaczeń w tabelach wyników Wyświetl szablon na nowej stronie | Legenda oznaczeń w tabelach wyników Wyświetl szablon na nowej stronie                                                                     |
| Oznaczenie                                                            | Wyjaśnienie |
| --------------------------------------------------------------------- | --- |
| Złoty                                                                 | Zwycięzca lub mistrzostwo |
| Srebrny                                                               | 2. miejsce lub wicemistrzostwo |
| Brązowy                                                               | 3. miejsce lub II wicemistrzostwo |
| Zielony                                                               | Ukończył, punktował (w klasyfikacji generalnej, gdy zdobył co najmniej jeden punkt na przestrzeni sezonu, poza trzema powyższymi opcjami) |
| Niebieski                                                             | Ukończył, nie punktował (w klasyfikacji generalnej, gdy nie zdobył co najmniej jednego punktu na przestrzeni sezonu)                      |
| Czerwony                                                              | Nie zakwalifikował się (NZ) |
| Czerwony                                                              | Nie prekwalifikował się (NPK) |
| Różowy                                                                | Nie ukończył (NU) |
| Różowy                                                                | Niesklasyfikowany (NS) (w klasyfikacji generalnej, gdy nie został sklasyfikowany w żadnym wyścigu sezonu)                                 |
| Czarny                                                                | Zdyskwalifikowany (DK) |
| Czarny                                                                | Wykluczony (WYK/EX) |
| Biały                                                                 | Nie wystartował (NW) |
| Biały                                                                 | Kontuzjowany (K/INJ) |
| Biały                                                                 | Wyścig odwołany (OD/C) |
| Bez koloru                                                            | Został wycofany (WYC/WD) |
| Bez koloru                                                            | Nie przybył (NP/DNA) |
| Bez koloru                                                            | Nie brał udziału w treningach (NT/DNP) |
| Bez koloru                                                            | Nie został zgłoszony (–) |
| Pogrubienie                                                           | Start z pole position |
| Kursywa                                                               | Najszybsze okrążenie wyścigu |
| †                                                                     | Nie ukończył, ale jego rezultat został zaliczony ze względu na przejechanie więcej niż 90% dystansu wyścigu.                              |
| *                                                                     | Sezon w trakcie |
| 1/2/3                                                                 | Punktowana pozycja w sprincie kwalifikacyjnym                                                                                             |
| Lista systemów punktacji Formuły 1                                    | |

### Węgierska Formuła 2000
| Rok  | Zespół            | Samochód      | Silnik  | Wyniki w poszczególnych eliminacjach | Wyniki w poszczególnych eliminacjach | Wyniki w poszczególnych eliminacjach | Wyniki w poszczególnych eliminacjach | Wyniki w poszczególnych eliminacjach | Wyniki w poszczególnych eliminacjach | Wyniki w poszczególnych eliminacjach | Wyniki w poszczególnych eliminacjach | Wyniki w poszczególnych eliminacjach | Wyniki w poszczególnych eliminacjach | Wyniki w poszczególnych eliminacjach | Wyniki w poszczególnych eliminacjach | Wyniki w poszczególnych eliminacjach | Wyniki w poszczególnych eliminacjach | Pkt. | Msc. |
| ---- | ----------------- | ------------- | ------- | ------------------------------------ | ------------------------------------ | ------------------------------------ | ------------------------------------ | ------------------------------------ | ------------------------------------ | ------------------------------------ | ------------------------------------ | ------------------------------------ | ------------------------------------ | ------------------------------------ | ------------------------------------ | ------------------------------------ | ------------------------------------ | ---- | ---- |
| 2004 |                   |               |         | Węgry                                | Węgry                                | Węgry                                | Węgry                                | Węgry                                | Węgry                                | Węgry                                | Węgry                                | Węgry                                | Węgry                                | Węgry                                | Węgry                                |                                      |                                      | 55   | 4    |
| 2004 | Szász Racing Team | Tatuus FR2000 | Renault | 2                                    | 2                                    | 1                                    | 2                                    | 2                                    | 2                                    | 3                                    | 5                                    | 2                                    | 2                                    | 2                                    | 2                                    |                                      |                                      | 55   | 4    |
| 2006 |                   |               |         | Węgry                                | Węgry                                | Węgry                                | Węgry                                | Węgry                                | Węgry                                | Węgry                                | Węgry                                | Węgry                                | Węgry                                | Węgry                                | Węgry                                |                                      |                                      | 41   | 5    |
| 2006 | Szász Motorsport  | Tatuus FR2000 | Renault | 4                                    | 1                                    | 8                                    | NW                                   | 4                                    | 3                                    | -                                    | -                                    | -                                    | -                                    | 3                                    | 2                                    |                                      |                                      | 41   | 5    |
| 2007 |                   |               |         | Węgry                                | Węgry                                | Węgry                                | Węgry                                | Węgry                                | Węgry                                | Węgry                                | Węgry                                | Węgry                                | Węgry                                | Węgry                                | Węgry                                | Węgry                                | Węgry                                | 31   | NS   |
| 2007 | Szász Motorsport  | Tatuus FR2000 | Renault | 2                                    | 4                                    | -                                    | -                                    | -                                    | -                                    | -                                    | -                                    | -                                    | -                                    | 1                                    | 2                                    | 4                                    | 4                                    | 31   | NS   |
| 2008 |                   |               |         | Węgry                                | Węgry                                | Węgry                                | Węgry                                | Węgry                                | Węgry                                | Węgry                                | Węgry                                | Węgry                                | Węgry                                | Węgry                                | Węgry                                |                                      |                                      | 16   | 10   |
| 2008 | Szász Motorsport  | Tatuus FR2000 | Renault | -                                    | -                                    | -                                    | -                                    | 2                                    | 2                                    | -                                    | -                                    | -                                    | -                                    | -                                    | -                                    |                                      |                                      | 16   | 10   |
| 2009 |                   |               |         | Węgry                                | Węgry                                | Węgry                                | Węgry                                | Węgry                                | Węgry                                | Węgry                                | Węgry                                | Węgry                                | Węgry                                |                                      |                                      |                                      |                                      | 26   | 6    |
| 2009 | Szász Motorsport  | Tatuus FR2000 | Renault | 3                                    | 3                                    | -                                    | -                                    | -                                    | -                                    | -                                    | -                                    | 1                                    | 1                                    |                                      |                                      |                                      |                                      | 26   | 6    |

### Węgierska Formuła Renault
| Rok  | Zespół           | Samochód      | Silnik  | Wyniki w poszczególnych eliminacjach | Wyniki w poszczególnych eliminacjach | Wyniki w poszczególnych eliminacjach | Wyniki w poszczególnych eliminacjach | Wyniki w poszczególnych eliminacjach | Wyniki w poszczególnych eliminacjach | Wyniki w poszczególnych eliminacjach | Wyniki w poszczególnych eliminacjach | Wyniki w poszczególnych eliminacjach | Wyniki w poszczególnych eliminacjach | Wyniki w poszczególnych eliminacjach | Wyniki w poszczególnych eliminacjach | Pkt. | Msc. |
| ---- | ---------------- | ------------- | ------- | ------------------------------------ | ------------------------------------ | ------------------------------------ | ------------------------------------ | ------------------------------------ | ------------------------------------ | ------------------------------------ | ------------------------------------ | ------------------------------------ | ------------------------------------ | ------------------------------------ | ------------------------------------ | ---- | ---- |
| 2008 |                  |               |         | Węgry                                | Węgry                                | Węgry                                | Węgry                                | Węgry                                | Węgry                                | Węgry                                | Węgry                                | Węgry                                | Węgry                                | Węgry                                | Węgry                                | 20   | 7    |
| 2008 | Szász Motorsport | Tatuus FR2000 | Renault | -                                    | -                                    | -                                    | -                                    | 1                                    | 1                                    | -                                    | -                                    | -                                    | -                                    | -                                    | -                                    | 20   | 7    |
| 2009 |                  |               |         | Węgry                                | Węgry                                | Węgry                                | Węgry                                | Węgry                                | Węgry                                | Węgry                                | Węgry                                | Węgry                                | Węgry                                |                                      |                                      | 30   | 4    |
| 2009 | Szász Motorsport | Tatuus FR2000 | Renault | 1                                    | 1                                    | -                                    | -                                    | -                                    | -                                    | -                                    | -                                    | 1                                    | 1                                    |                                      |                                      | 30   | 4    |

### Włoska Formuła Renault
| Rok  | Zespół             | Samochód      | Silnik  | Wyniki w poszczególnych eliminacjach | Wyniki w poszczególnych eliminacjach | Wyniki w poszczególnych eliminacjach | Wyniki w poszczególnych eliminacjach | Wyniki w poszczególnych eliminacjach | Wyniki w poszczególnych eliminacjach | Wyniki w poszczególnych eliminacjach | Wyniki w poszczególnych eliminacjach | Wyniki w poszczególnych eliminacjach | Wyniki w poszczególnych eliminacjach | Wyniki w poszczególnych eliminacjach | Wyniki w poszczególnych eliminacjach | Wyniki w poszczególnych eliminacjach | Wyniki w poszczególnych eliminacjach | Pkt. | Msc. |
| ---- | ------------------ | ------------- | ------- | ------------------------------------ | ------------------------------------ | ------------------------------------ | ------------------------------------ | ------------------------------------ | ------------------------------------ | ------------------------------------ | ------------------------------------ | ------------------------------------ | ------------------------------------ | ------------------------------------ | ------------------------------------ | ------------------------------------ | ------------------------------------ | ---- | ---- |
| 2007 |                    |               |         | Włochy                               | Włochy                               | Włochy                               | Włochy                               | Belgia                               | Belgia                               | Hiszpania                            | Hiszpania                            | Włochy                               | Włochy                               | Włochy                               | Włochy                               | Włochy                               | Włochy                               | 1    | 34   |
| 2007 | Steiner Motorsport | Tatuus FR2000 | Renault | 27                                   | NU                                   | 15                                   | NU                                   | 20                                   | NU                                   | -                                    | -                                    | 24                                   | NU                                   | 26                                   | NU                                   | 22                                   | 20                                   | 1    | 34   |
| 2009 |                    |               |         | Włochy                               | Włochy                               | Włochy                               | Włochy                               | Węgry                                | Węgry                                | Belgia                               | Belgia                               | Włochy                               | Włochy                               | Włochy                               | Włochy                               | Włochy                               | Włochy                               | 34   | 19   |
| 2009 | Steiner Motorsport | Tatuus FR2000 | Renault | 4                                    | NU                                   | 9                                    | NU                                   | -                                    | -                                    | -                                    | -                                    | -                                    | -                                    | -                                    | -                                    | -                                    | -                                    | 34   | 19   |

### Euroseries 3000
| Rok  | Zespół             | Samochód      | Silnik  | Wyniki w poszczególnych eliminacjach | Wyniki w poszczególnych eliminacjach | Wyniki w poszczególnych eliminacjach | Wyniki w poszczególnych eliminacjach | Wyniki w poszczególnych eliminacjach | Wyniki w poszczególnych eliminacjach | Wyniki w poszczególnych eliminacjach | Wyniki w poszczególnych eliminacjach | Wyniki w poszczególnych eliminacjach | Wyniki w poszczególnych eliminacjach | Wyniki w poszczególnych eliminacjach | Wyniki w poszczególnych eliminacjach | Wyniki w poszczególnych eliminacjach | Wyniki w poszczególnych eliminacjach | Wyniki w poszczególnych eliminacjach | Wyniki w poszczególnych eliminacjach | Wyniki w poszczególnych eliminacjach | Wyniki w poszczególnych eliminacjach | Pkt. | Msc. |
| ---- | ------------------ | ------------- | ------- | ------------------------------------ | ------------------------------------ | ------------------------------------ | ------------------------------------ | ------------------------------------ | ------------------------------------ | ------------------------------------ | ------------------------------------ | ------------------------------------ | ------------------------------------ | ------------------------------------ | ------------------------------------ | ------------------------------------ | ------------------------------------ | ------------------------------------ | ------------------------------------ | ------------------------------------ | ------------------------------------ | ---- | ---- |
| 2006 |                    |               |         | Włochy                               | Włochy                               | Włochy                               | Włochy                               | Belgia                               | Belgia                               | Węgry                                | Węgry                                | Włochy                               | Włochy                               | Wielka Brytania                      | Wielka Brytania                      | Hiszpania                            | Hiszpania                            | Włochy                               | Włochy                               | Włochy                               | Włochy                               | 0    | 27   |
| 2006 | Steiner Motorsport | Tatuus FR2000 | Renault | -                                    | -                                    | -                                    | -                                    | -                                    | -                                    | -                                    | -                                    | -                                    | -                                    | -                                    | -                                    | -                                    | -                                    | -                                    | -                                    | 10                                   | 9                                    | 0    | 27   |

### Północnoeuropejski Puchar Formuły Renault 2.0
| Rok  | Zespół             | Samochód      | Silnik  | Wyniki w poszczególnych eliminacjach | Wyniki w poszczególnych eliminacjach | Wyniki w poszczególnych eliminacjach | Wyniki w poszczególnych eliminacjach | Wyniki w poszczególnych eliminacjach | Wyniki w poszczególnych eliminacjach | Wyniki w poszczególnych eliminacjach | Wyniki w poszczególnych eliminacjach | Wyniki w poszczególnych eliminacjach | Wyniki w poszczególnych eliminacjach | Wyniki w poszczególnych eliminacjach | Wyniki w poszczególnych eliminacjach | Wyniki w poszczególnych eliminacjach | Wyniki w poszczególnych eliminacjach | Wyniki w poszczególnych eliminacjach | Wyniki w poszczególnych eliminacjach | Pkt. | Msc. |
| ---- | ------------------ | ------------- | ------- | ------------------------------------ | ------------------------------------ | ------------------------------------ | ------------------------------------ | ------------------------------------ | ------------------------------------ | ------------------------------------ | ------------------------------------ | ------------------------------------ | ------------------------------------ | ------------------------------------ | ------------------------------------ | ------------------------------------ | ------------------------------------ | ------------------------------------ | ------------------------------------ | ---- | ---- |
| 2008 |                    |               |         | Niemcy                               | Niemcy                               | Holandia                             | Holandia                             | Finlandia                            | Finlandia                            | Niemcy                               | Niemcy                               | Holandia                             | Holandia                             | Belgia                               | Belgia                               | Niemcy                               | Niemcy                               | Belgia                               | Belgia                               | 45   | 23   |
| 2008 | Steiner Motorsport | Tatuus FR2000 | Renault | 14                                   | 13                                   | 14                                   | 12                                   | -                                    | -                                    | 13                                   | 15                                   | -                                    | -                                    | -                                    | -                                    | -                                    | -                                    | 24                                   | 24                                   | 45   | 23   |

### Europejski Puchar Formuły Renault 2.0
| Rok  | Zespół             | Samochód      | Silnik  | Wyniki w poszczególnych eliminacjach | Wyniki w poszczególnych eliminacjach | Wyniki w poszczególnych eliminacjach | Wyniki w poszczególnych eliminacjach | Wyniki w poszczególnych eliminacjach | Wyniki w poszczególnych eliminacjach | Wyniki w poszczególnych eliminacjach | Wyniki w poszczególnych eliminacjach | Wyniki w poszczególnych eliminacjach | Wyniki w poszczególnych eliminacjach | Wyniki w poszczególnych eliminacjach | Wyniki w poszczególnych eliminacjach | Wyniki w poszczególnych eliminacjach | Wyniki w poszczególnych eliminacjach | Pkt. | Msc. |
| ---- | ------------------ | ------------- | ------- | ------------------------------------ | ------------------------------------ | ------------------------------------ | ------------------------------------ | ------------------------------------ | ------------------------------------ | ------------------------------------ | ------------------------------------ | ------------------------------------ | ------------------------------------ | ------------------------------------ | ------------------------------------ | ------------------------------------ | ------------------------------------ | ---- | ---- |
| 2007 |                    |               |         | Belgia                               | Belgia                               | Niemcy                               | Niemcy                               | Węgry                                | Węgry                                | Wielka Brytania                      | Wielka Brytania                      | Francja                              | Francja                              | Portugalia                           | Portugalia                           | Hiszpania                            | Hiszpania                            | 0    | 45   |
| 2007 | Steiner Motorsport | Tatuus FR2000 | Renault | -                                    | -                                    | -                                    | -                                    | 23                                   | 32                                   | -                                    | -                                    | -                                    | -                                    | -                                    | -                                    | -                                    | -                                    | 0    | 45   |